# Matti Demegård
Matti Demegård, född 18 juli 1970, är en svensk fotbollstränare.
Demegård var fystränare och sjukgymnast i Örgryte IS 2000–2006, och blev assisterande tränare för klubben 2007. Åren 2008–2010 var han assisterande tränare i Gais, och åren 2011–2012 i IF Elfsborg.
Han var knuten till svenska damlandslaget som fystränare och sjukgymnast 2005–2009. Mellan 2013 och 2016 var han assisterande tränare till Pia Sundhage och 2017 ingick han i ledarstaben under EM i Nederländerna.
År 2017 tog han över Grebbestads IF och ledde klubben till serieseger i division II. Säsongen efter blev Grebbestad degraderade från division I, och Demegård slutade som tränare för klubben.
2021 blev Demegård assisterande tränare till BK Häcken FF, som säsongen innan hade blivit svenska mästare i fotboll (då som Kopparbergs/Göteborg FC). Han lämnade föreningen efter säsongen.